# Josep Señé
Josep Señé Escudero (ur. 10 grudnia 1991 w San Cugat) – hiszpański piłkarz występujący na pozycji pomocnika w RCD Mallorca.